# Ibrahim (syn Mahometa)
Ibrahim (arab. إبرهيم بن محمد, ur. 631, zm. 632) – syn proroka Mahometa i jego żony Marii Koptyjki (arab. مارية القبطية). Ojciec nadał mu imię Ibrahim ze względu na czczonego również w islamie patriarchę Abrahama. Niemowlęciem opiekowała się niańka o imieniu Umm Sajf, której według tradycji arabskiej Mahomet ofiarował kilka kóz, by odwdzięczyć się za mleko.
Ibrahim zmarł mając zaledwie 16 miesięcy.